# François Grussenmeyer
François Grussenmeyer, né le 11 mai 1918 à Reichshoffen (Bas-Rhin) et mort le 18 juillet 1997 à Haguenau (Bas-Rhin), est une personnalité politique française.

## Biographie
Ingénieur au ministère de l'équipement, François Grussenmeyer se distingue pendant la Seconde Guerre mondiale par des faits de Résistance et entame sa carrière politique dès 1947 en qualité de conseiller municipal de Reichshoffen. Il est fait chevalier de la Légion d'honneur en 1958 par le général Kœnig.
Député gaulliste du Bas-Rhin de la circonscription de Wissembourg de 1958 à 1993, soit 35 ans sans interruption ce qui lui vaudra en 1997 la qualité de membre honoraire du Parlement, accessible seulement après 30 ans de mandat de parlementaire.
Il défendra les bouilleurs de cru, les droits des anciens combattants, les veuves de guerre ainsi que les travailleurs frontaliers et militera pour le désenclavement du Nord de l'Alsace, ancien glacis. Il participe à gérer la reconversion de l'arrondissement de Wissembourg après la fermeture des puits de pétrole.
À propos du contournement Gundershoffen-Reichshoffen-Niederbronn, de la voie express Haguenau - Wissembourg et de la route départementale 300, de Strasbourg à Lauterbourg, on parlera des « trois routes Grussenmeyer ». Il est l'un des premiers défenseurs du TGV Est.
L'ancien déporté-résistant était également un ardent partisan de la reconstruction de l'amitié franco-allemande, à laquelle il prit une part active en jumelant Reichshoffen avec Kandel, en Rhénanie-Palatinat.
Il devient secrétaire de l'Assemblée nationale entre 1964 et 1966, représentant suppléant de la France à l'assemblée du Conseil de l'Europe, président de la commission sociale du Conseil de l'Europe (1974-1976).
Il est conseiller régional en 1983.
Conseiller général du canton de Wœrth depuis 1961 et premier vice-président du Conseil général jusqu'en 1992, il y présidait la commission des routes.
Adjoint au maire de Reichshoffen de 1953 à 1971, il succède à la mairie au comte Pierre de Leusse et demeure maire jusqu'en 1989.
Il refuse deux postes de secrétaires d'État. L'un au logement et l'autre aux anciens combattants dont il connaissait bien les arcanes.
Il est aussi notamment président de la SEMA, président de la Maison de l'Alsace à Paris pendant près de 10 ans, vice-président du CODER et vice-président de l'association pour la réalisation du TGV Est (1983).
François Grussenmeyer est officier de la Légion d'honneur, Croix de guerre, médaillé des déportés résistants, chevalier du Mérite agricole.
En juin 2008, l'école primaire du centre ville est rebaptisée école François-Grussenmeyer, en présence notamment de ses fils Jean-Louis et Jacques Grussenmeyer.

## Synthèse des fonctions et des mandats
Mandats locaux
- 1947 - 1953 : conseiller municipal de Reichshoffen
- 1953 - 1959 : maire-adjoint de Reichshoffen
- 1959 - 1965 : maire-adjoint de Reichshoffen
- 1965 - 1971 : maire-adjoint de Reichshoffen
- 1971 - 1977 : maire de Reichshoffen
- 1977 - 1983 : maire de Reichshoffen
- 1983 - 1989 : maire de Reichshoffen
- 1961 - 1992 : conseiller général du canton de Wœrth et 1er vice-président chargé de la commission des routes
- 1983 : conseiller régional d'Alsace

Mandats parlementaires
- 30 novembre 1958 - 9 octobre 1962 : député de la 7e circonscription du Bas-Rhin
- 18 novembre 1962 - 2 avril 1967 : député de la 7e circonscription du Bas-Rhin
- 12 mars 1967 - 30 mai 1968 : député de la 7e circonscription du Bas-Rhin
- 23 juin 1968 - 1er avril 1973 : député de la 7e circonscription du Bas-Rhin
- 4 mars 1973 - 2 avril 1978 : député de la 7e circonscription du Bas-Rhin
- 19 mars 1978 - 22 mai 1981 : député de la 7e circonscription du Bas-Rhin
- 21 juin 1981 - 1er avril 1986 : député de la 7e circonscription du Bas-Rhin
- 16 mars 1986 - 14 mai 1988 : député du Bas-Rhin
- 12 juin 1988 - 1er avril 1993 : député de la 8e circonscription du Bas-Rhin

## Décorations
- Officier de la Légion d'honneur
- Croix de guerre 1939-1945
- Chevalier du Mérite agricole
- Médaille des déportés résistants